# Iński Park Krajobrazowy

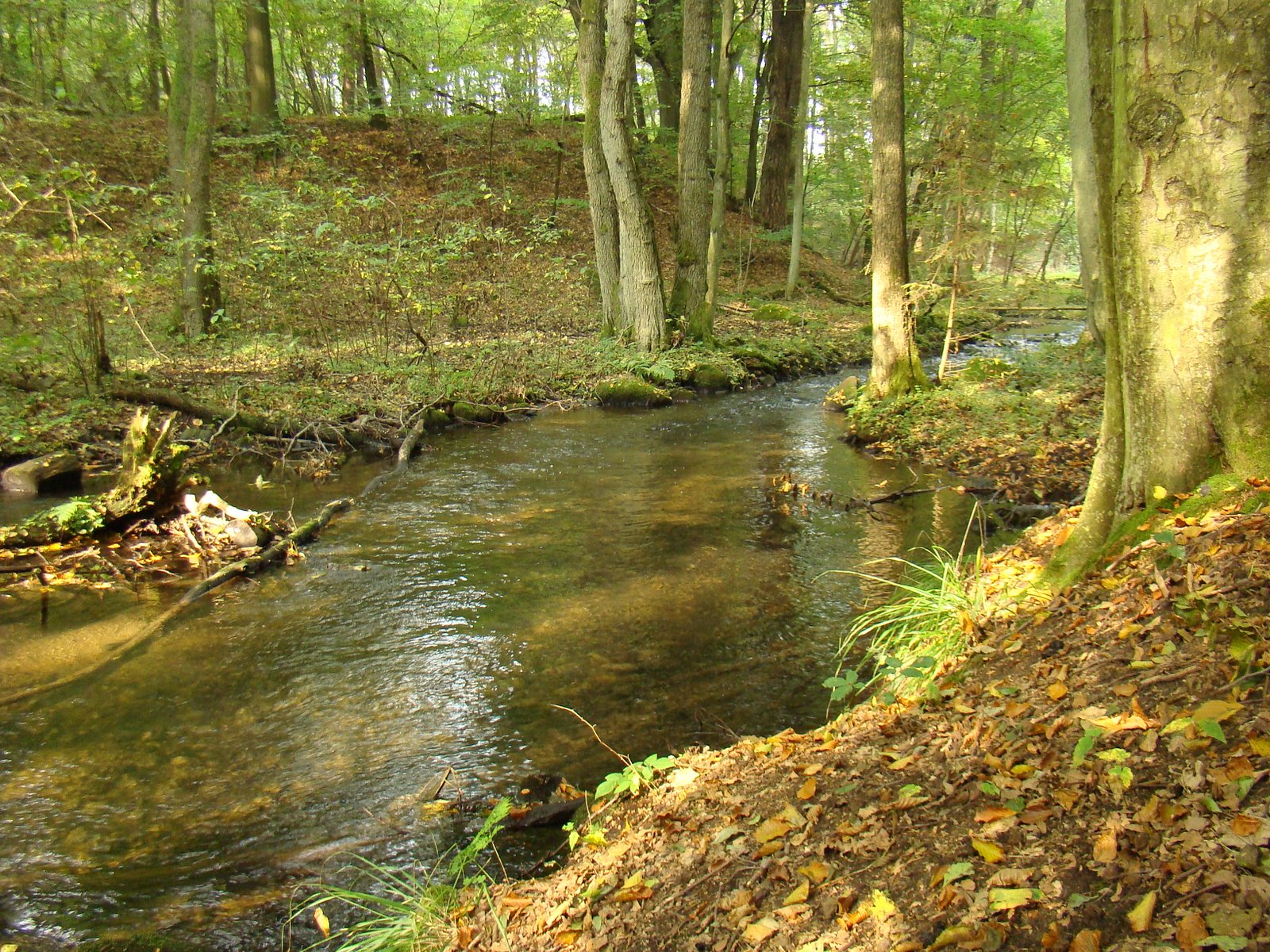
Ina w Krzemieńskich Źródliskach

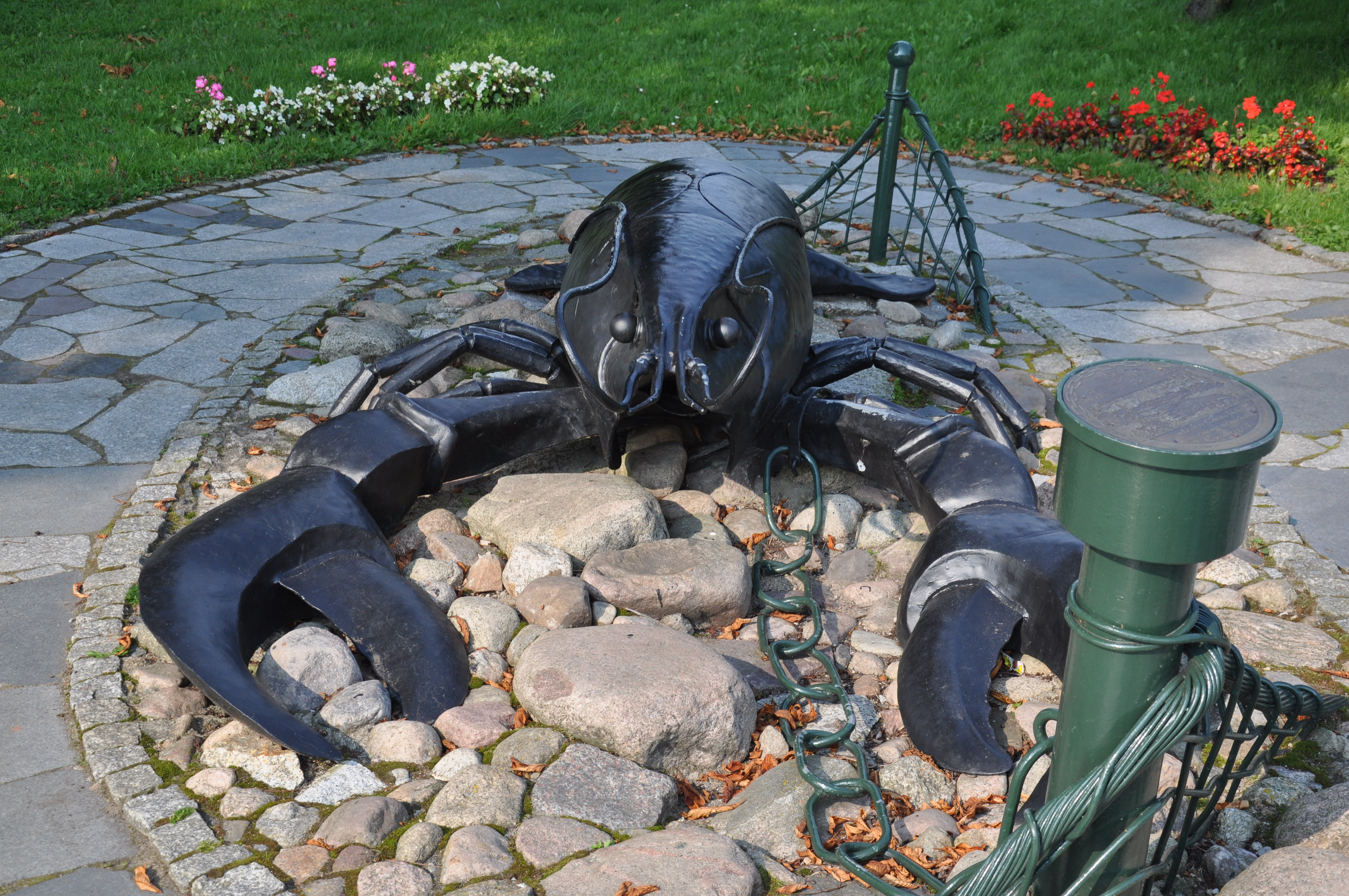
Ińsko – pomnik raka

Iński Park Krajobrazowy powstał 4 listopada 1981 w centralnej części Pojezierza Ińskiego na terenie gmin: Chociwel, Ińsko, Dobrzany i Węgorzyno w celu zachowania szczególnych walorów krajobrazu polodowcowego i walorów przyrodniczych.
Iński Park Krajobrazowy zajmuje obszar o powierzchni 17 763 ha, a jego otulina 26 240 ha. Najwyższą kumulacją pokrytych lasami bukowymi wzgórz morenowych jest Głowacz (180 m n.p.m.), w dalszej kolejności Sokal (174 m n.p.m.) i Sarnikierz (169 m n.p.m.). Elementami są wąwozy, liczne głazowiska i rynny jeziorne. Na terenie parku występuje 18 jezior o powierzchni pow. 5 ha. Największym z jezior jest wielorynnowe Ińsko z wyspą Sołtyski, następnie Krzemień (229 ha) i Stubnica (180 ha). Przez wszystkie te jeziora przepływa Ina.
Od 2005 roku IPK ma obowiązujący plan ochrony.
Park wchodzi w skład Zespołu Parków Krajobrazowych Województwa Zachodniopomorskiego z siedzibą w Szczecinie przy ul. Kopalnianej 2.

## Krajobraz
Rzeźba terenu na terenie dzisiejszego parku została ukształtowana podczas zlodowacenia bałtyckiego około 10 tysięcy lat temu. W strefie czołowej lodowiec usypał z przemieszanych żwirów, piasków i odłamów skalnych pagórki o dużych wysokościach względnych i stromych stokach (moreny czołowe). Strefa wzgórz moreny czołowej tworzy charakterystyczny łuk o szerokości 6–12 km. W tej strefie występują także kemy – pagórki o falistych partiach wierzchołkowych i bardzo stromych, dochodzących do wysokości ok. 50 m stokach. Zgrupowane są one głównie pomiędzy jeziorami Dłuskim, Ińskim i Linówkiem oraz wsią Kozy Pomorskie.
Wycofujący się lodowiec ukształtował też morenę denną na obszarze pomiędzy Dobrzanami, Mosiną, Sulinem a Jeziorem Sierakowskim (jest to obszar otuliny parku). Stanowią ją występujące tu liczne faliste, płaskie wzgórza.
Inną charakterystyczną formą krajobrazu polodowcowego są pola sandrowe. To równinne obszary zbudowane z piasków i żwirów o dużej przepuszczalności, wypłukanych i osadzonych przez wody na przedpolu lodowca. Topniejący lądolód wyrzeźbił też wąskie i głębokie doliny – rynny glacjalne. Jeziorem tego typu jest Woświn i jezioro Dłusko. Najwyższym wzniesieniem Pojezierza Ińskiego jest Głowacz. Wzdłuż wału moreny czołowej przebiega dział wodny dorzecza Regi i Iny. Do zlewni Regi należy rzeka Ukleja oraz Reska Węgorza, natomiast do zlewni Iny – Pęzinka i Krępa.

## Historia obszaru
Najstarsze ślady bytności ludzkiej znaleziono w dolinie Iny. Pochodzą one sprzed ośmiu tysięcy lat. Z czasów wczesnego osadnictwa słowiańskiego zachowały się wały ziemne i fosy grodziska nad jeziorem Woświn, pomiędzy jeziorami Ińskim i Zamczyskiem, nad jeziorem Zajezierze i na górze Białce.
W okresie średniowiecza na tym obszarze ścierały się wpływy państwa polskiego, księstwa pomorskiego, Nowej Marchii i zakonu krzyżackiego. Prowadził tu też swoją prywatną politykę możny, pochodzący z zachodniej Europy, ród Wedlów. Osiadł on na tych terenach za czasów panowania książąt pomorskich i do XVIII w. władał ziemiami Pojezierza Ińskiego. Członkowie rodu służyli Polsce, zakonowi krzyżackiemu bądź Brandenburgii w zależności od tego, z której strony spodziewali się większego bezpieczeństwa i nowych nadań. W XIV wieku Wedlowie zbudowali w Ińsku zamek obronny. Dzisiaj to jedynie niewielki fragment murów. W okresie wojen szwedzkich Ińsko zostało dwukrotnie spalone. W XIX wieku miasto słynęło z dostaw raków.
Intensywne zagospodarowywanie tego obszaru rozpoczęło się wraz z wykarczowaniem dużych połaci lasów dębowych i bukowych, osuszaniem bagien i torfowisk. We wsi Połchowo w 1797 roku rozpoczęto osuszenia tamtejszego jeziora. Jezioro Połchowskie zamieniono w łąki. Jednak już w następnym stuleciu łąki zostały zalane i zamienione w stawy rybne.
W budownictwie powszechnie stosowano kamień łamany. W krajobrazie dominują świątynie szachulcowe (Cieszyno, Mielno, Przytoń, Ginawa) i kamienne (Chwarstno, Storkowo).
Po II wojnie światowej na teren Pojezierza Ińskiego przybyli repatrianci obszarów II RP. W krajobrazie kulturowym tego regionu pojawiły się nowe elementy charakterystyczne dla terenów wschodnich. Pojawiły się też osiedla służbowych bloków. Wieś wyludniała się. Ostatnimi czasy jednak coraz częściej stare gospodarstwa są remontowane. Buduje się też nowe domy na starych siedliskach, głównie z przeznaczeniem na cele turystyczne i rekreacyjne.

## Flora
Bogactwo flory parku, chronionej w 6 rezerwatach przyrody, to 700 gatunków roślin naczyniowych. Stanowi to około 1/3 roślin występujących w Polsce. 73 gatunki roślin objęte są ochroną. Część zagrożona jest wymarciem w skali kraju lub regionu. Gatunki objęte ochroną ścisłą to: wawrzynek wilczełyko, centuria pospolita, paprotka zwyczajna, widłaki: goździsty, jałowcowaty i spłaszczony, pełnik europejski, orlik pospolity, rosiczka okrągłolistna, śnieżyczka przebiśnieg, storczyki: podkolan biały, kruszczyk szerokolistny, listera jajowata, storczyk krwisty, błotny i Traunsteinera. Stwierdzono też rośliny występujące w Polskiej Czerwonej Księdze Roślin. Są to: turzyca oścista, brzeżyca jednokwiatowa i kokorycz drobna. Ochroną częściową na terenie parku objęte są: grzybienie białe, konwalia majowa, marzanka wonna, pierwiosnka lekarska, porzeczka czarna i turzyca piaskowa.
Wśród roślin wodnych objęte ochroną są grzybienie białe i grążel żółty. W podmokłych miejscach występują turzycowiska. Spotyka się tam unikatową na Pojezierzu Ińskim turzycę ościstą. Najbardziej zagrożonym ekosystemem występującym na terenie Parku są torfowiska. Występują na nich: rosiczka okrągłolistna i pośrednia, bagno zwyczajne, wełnianki i żurawina. Osuszanie gruntów spowodowało, że wiele z nich porośniętych jest bagiennymi borami sosnowymi i brzeźniakami. Na piaszczystych terenach parku występują murawy szczotlichowe. Pokrywa je szczotlicha siwa. Na bardziej żyznych siedliskach występują bogate florystycznie łąki, gdzie spotkać można pełnika europejskiego. Z rodziny jaskrowatych występują też: przylaszczka pospolita, orlik pospolity oraz sasanka łąkowa.
Lasy zajmują obecnie ponad 60% powierzchni parku. Część to lasy sadzone na gruntach porolnych. Zazwyczaj są to bory sosnowe lub lasy mieszane z udziałem dębu, buka, sosny i świerka. W runie kwaśnych lasów dębowo-bukowych występuje turzyca pigułkowata, kłosówka miękka oraz orlica pospolita.
Inne formy leśne to olszyny bagienne, łęgi i grądy oraz buczyny. Spotka się tu m.in.: perłówkę jednokwiatową, kostrzewę leśną, żywiec cebulkowy. Na ubogich glebach stromych zboczy i grzbietów wzniesień występuje buczyna kwaśna z kosmatką owłosioną i turzycą pigułkowatą w runie i często z dobrze wykształconą warstwą mchów.

## Fauna
Różnorodność siedlisk Ińskiego Parku Krajobrazowego powoduje olbrzymie bogactwo tutejszej fauny.
W wodach jezior Pojezierza Ińskiego żyje m.in. sieja, sielawa, pstrąg tęczowy.
W małych zbiornikach wodnych, na okresowo zalewanych nieużytkach, podmokłych zagłębieniach i łąkach bytuje 18 gatunków płazów i 6 gatunków gadów. W zarośniętych zbiornikach wodnych i wilgotnych lasach występuje traszka grzebieniasta i zwyczajna. Jest też rzekotka drzewna. Po okresie godów, będące w wodzie rzekotki przenoszą się w korony drzew i krzewów. Charakterystycznym dla parku jest kumak nizinny. Z rodziny żabowatych, obok bardzo pospolitych gatunków: żaby jeziorkowej, wodnej, trawnej i moczarowej występuje też polska żaba śmieszka. Występują tu też ropuchy – szara i paskówka. Gady reprezentowane są przez jaszczurki zwinkę i żyworodną, padalca oraz niezwykle rzadkiego żółwia błotnego. Na Pojezierzu Ińskim żyją dwa gatunki właściwych węży – zaskroniec zwyczajny i żmija zygzakowata. Zaskroniec przebywa najchętniej w miejscach wilgotnych. Żmija występuje w różnych odmianach barwnych.
Park jest też ostoją ptaków. Do lęgów przystępują tu 142 gatunki ptaków. Stanowi to około 60% całej lęgowej awifauny Polski. 26 gatunków należy do zagrożonych. Dzięki korzystnym warunkom środowiskowym szybko powiększa się populacja ptaków drapieżnych. Gniazduje tu 9 par bielików oraz 18 par orlików krzykliwych. Lęgną tu się również: myszołów zwyczajny, błotniak stawowy, jastrząb, krogulec, pustułka i kobuz, a także kania ruda, kania czarna, bąk, gągoł, kropiatka, derkacz, bocian biały, bocian czarny, zimorodek oraz żuraw (symbol Ińskiego PK).
Ssaki reprezentowane są przez 39 typowych dla niżu Polski gatunków. Stanowi to 37% krajowej fauny ssaków. Występują tu: jeleń, sarna, dzik, borsuk i jenot. Przedstawicielami mniejszych gatunków są: zając szarak, tchórz, lis, kuna domowa (kamionka) i kuna leśna (tumak).
Do grupy ssaków chronionych należą: nietoperze, jeż, wiewiórka, łasica, gronostaj, wydra oraz reintrodukowany w latach 1994–1995 bóbr. Od 2008 prowadzona jest także reintrodukcja żubra.
Osobliwością parku są pływające wyspy na jeziorach Kamienny Most i Linówko, ostoja ptactwa wodnego.

## Formy ochrony przyrody

### Rezerwaty przyrody
- „Bórbagno Miałka”
- „Głowacz”
- „Kamienna Buczyna”
- „Krzemieńskie Źródliska”
- „Wyspa Sołtyski”
- „Źródliskowe Zbocza”

### Użytki ekologiczne

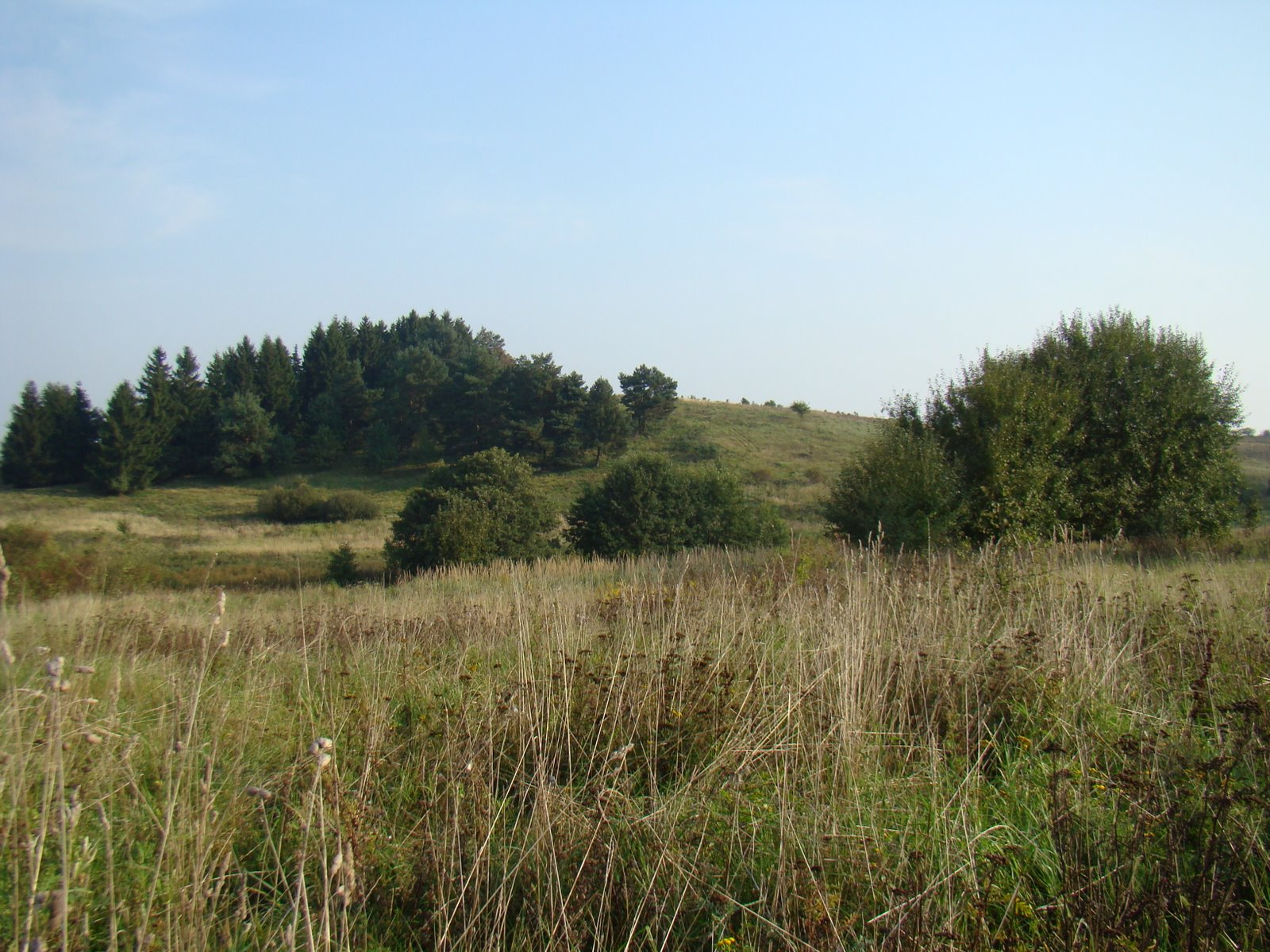
Użytek ekologiczny Wyszkowa Góra

- Bagno Ciszewo

Płytki, zarastający zbiornik wodny z dużymi trzcinowiskami i wieloma małymi pływającymi wyspami. Występują tu stanowiska lęgowe gęsi gęgawy, błotniaka stawowego i wielu innych gatunków ptaków wodno-błotnych. Powierzchnia: 28,38 ha.
- Dłuskie Wzgórza

Dwa wzgórza morenowe z widokiem na tereny północnej części parku i otuliny z szeroką rynną Jeziora Woświn. To korytarz ekologiczny pomiędzy kompleksami leśnymi Nadleśnictw Łobez i Oborzany. Powierzchnia 23 ha.
- Pełnikowe Łąki

Chronione tu są stanowiska pełnika europejskiego. Powierzchnia 4,52 ha.
- Węgorzyński Derkacz

rozległa, częściowo pokryta zaroślami łąka, na której chronione są lęgowiska derkacza. Powierzchnia 41,50 ha.
- Płaskowyż nad Samotnikiem

punkt widokowy (wzgórze) oraz żerowiska fauny. Powierzchnia: 36,95 ha.
- Wilkowe Bagno

System zbiorników wodnych na podłożu torfowym z herpeto- i awifauną. Miejsce zasiedlenia jednej z introdukowanych rodzin bobrowych. Powierzchnia: 58,19 ha.
- Wierzchucice

Użytek położony tuż obok Wilkowego Bagna, stanowiący razem z nim przyrodniczą jedność. Stanowią go tereny porolne, gdzie na skutek zaniechania uprawy zachodzi bardzo intensywna sukcesja zbiorowisk leśnych i zaroślowych. Na wybranych fragmentach tych użytków przeprowadzono zabiegi ochrony czynnej mające na celu zachowanie oraz wzbogacenie wysokiej bioróżnorodności obszaru, a także zachowanie charakterystycznej dla parku mozaikowatości siedlisk. Powierzchnia: 60,17 ha.
- Wyszkowa Góra

Dwa wzgórza morenowe pokryte lasem świerkowym i sosnowym wraz z rozdzielającym je głębokim wąwozem. Ze wzgórz roztacza się malowniczy widok w kierunku zachodnim na tereny leżące pomiędzy wsiami Linówko i Biała, a w kierunku wschodnim na lasy leśnictwa Kozia Góra. Powierzchnia użytku: 35 ha.

### Zespół przyrodniczo krajobrazowy
- Ostrowie

Stanowią go trzy półwyspy nad Jeziorem Ińskim o leśno-polnym charakterze i urozmaiconej rzeźbie, z wieloma mokradłami i oczkami wodnymi. Lęgnie się tu wiele gatunków ptaków wodno-błotnych, bytują licznie płazy i gady. Zwierzęta łowne wykorzystują Ostrowie jako ostoję. Powierzchnia całkowita: 191,36 ha.

### Natura 2000
Na terytorium parku znajdują się obszary sieci Natura 2000 – obszar specjalnej ochrony ptaków „Ostoja Ińska” PLB320008 oraz specjalny obszar ochrony siedlisk „Pojezierze Ińskie” PLH320051.

## Turystyka
Najciekawsze fragmenty parku można zobaczyć na zielonym szlaku pieszym Dobrzany→ Ińsko→ Cieszyno, z oznakowanym kolorem czarnym wejściem na górę Głowacz (punkt widokowy).